# El Gourmet
El Gourmet (estilizado como elGourmet) es un canal de televisión por suscripción latinoamericano de origen argentino dedicado a la gastronomía.

## Historia
elGourmet inició sus transmisiones desde Argentina para toda Latinoamérica el 3 de julio de 2000 como elgourmet.com, fundado y operado por la empresa Pramer de Liberty Global.
En junio de 2013 fue renombrado como elgourmet, ese mismo año, el canal pasó a ser parte del portafolio de canales de Chello Media Latin America, cuando Pramer se fusionó con MGM Latin America.
En julio de 2014, Liberty Global vendió Chello Media a AMC Networks en una operación de más de mil millones de dólares. El canal es actualmente propiedad de AMC Networks desde octubre de ese mismo año y operado por su subsidiaria AMC Networks International Latin America desde Buenos Aires, Argentina.